# Clitocybe globispora
Clitocybe globispora är en svampart som tillhör divisionen basidiesvampar, och som beskrevs av Harmaja. Clitocybe globispora ingår i släktet Clitocybe, och familjen Tricholomataceae. Enligt den finländska rödlistan är arten otillräckligt studerad i Finland. Arten har ej påträffats i Sverige. Artens livsmiljö är örtrik moskog.